# Extraterrestre… ou presque !
Extraterrestre… ou presque ! est un roman québécois pour la jeunesse d'India Desjardins, paru en 2006 au Québec et en 2010 en France. Il s'agit du premier titre de la série Le Journal d'Aurélie Laflamme.

## Synopsis
Aurélie Laflamme est une jeune fille âgée de 14 ans. Entre la mort de son père et la dépression de sa mère, Aurélie a besoin de savoir d'où elle vient. Y aurait-il des extraterrestres qui l'auraient oubliée sur Terre ? En plus de ces problèmes-là, il y a sa meilleure amie, obsédée par les garçons. Qui voudrait se faire « ramollir le cerveau » à cause de tout ça ? Certainement pas Aurélie Laflamme ! Elle, amoureuse ? « Jamais ! » se dit l'adolescente, sauf que personne ne passe à côté d'un coup de foudre ! Et sa mère, qu'en pense-t-elle ? Quel lien entretiennent Denis Beaulieu, le directeur de l'école, et France (qui a des poussées d'hormones depuis un certain temps) ? Aurélie cherchera à le savoir par tous les moyens. Cette vie mouvementée est encore plus dure à supporter lorsqu'on accumule gaffes sur gaffes. Y parviendra-t-elle ? Trouvera-t-elle sa place dans cet univers ?

## Personnages
- Aurélie Laflamme : Aurélie nous raconte, de son point de vue, l'histoire d'une adolescence peu banale car après avoir perdu son père, elle se pose des questions. Mais qui pourra y répondre ? Sa mère ? Sa meilleure amie ? Un premier amour ?
- France Charbonneau : France est la mère de l'héroïne qui, après la mort de son mari, est entrée dans une période de dépression.
- Katryne Demers (Kat) : Katryne est la meilleure amie d'Aurélie. Sa passion : les garçons et chevaux !
- Denis Beaulieu : Denis Beaulieu est le directeur de l'école privée d'Aurélie.